# سیارک ۱۹۴۷۶
سیارک ۱۹۴۷۶ (به انگلیسی: 19476 Denduluri، نامگذاری:1998HQ94) نوزده هزار و چهارصد و هفتاد و ششمین سیارک کشف شده‌است که در ۲۱ آوریل ۱۹۹۸ کشف شد.
قدر مطلق سیارک برابر ۱۴٫۸ است.